# 维也纳大学主楼

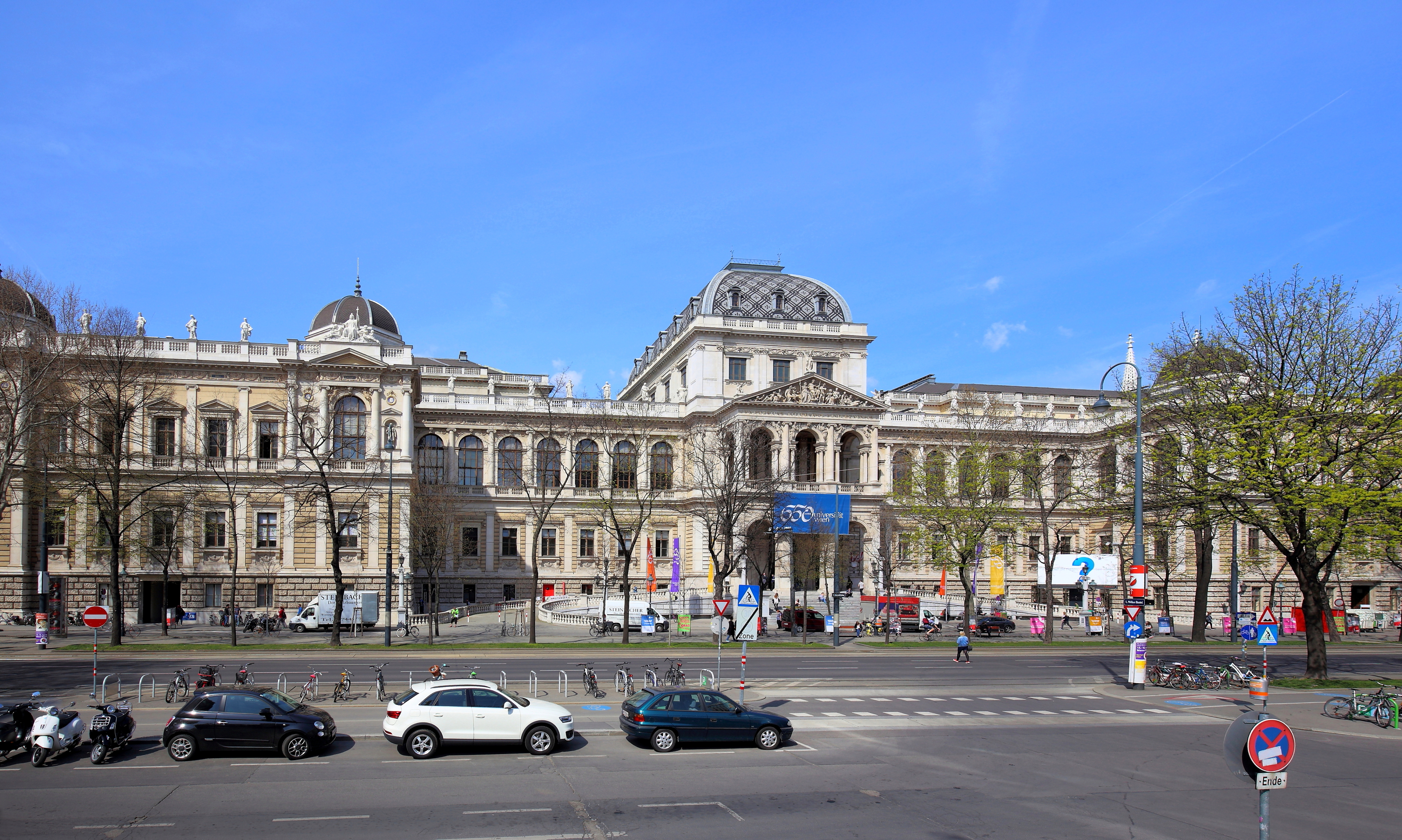

维也纳大学主楼 (德語：Hauptgebäude der Universität Wien) ，位于奧地利首都维也纳内城区（第1区），是维也纳大学的总部，面向大学圆环（Universitätsring），由Heinrich Ferstel设计，建于1873年。